# Blake Alphonso Higgs
Blake Alphonso Higgs (* 1915 in Matthew Town, Inagua, Bahamas; † 1986), besser bekannt als Blind Blake, war zwischen den 1930er- und 1960er-Jahren der bekannteste Musiker des Goombay und Calypso-Stils auf den Bahamas.
Die meiste Zeit seiner Karriere war Blind Blake am Royal Victoria Hotel in Nassau engagiert. Bestandteil seines umfassenden Repertoires war der Song Love, Love Alone, eine Komposition des Calypso-Künstlers Caresser aus Trinidad über die Abdankung des englischen Königs Edward VIII. Blind Blakes Version dieses Calypsos soll auch dem ehemaligen König selbst gefallen haben, der – als Duke of Windsor – während des Zweiten Weltkriegs Gouverneur der Bahamas war.